# Con sabor a Perú
Con sabor a Perú es un programa de televisión producido por TV Perú y conducido por Israel Laura. El programa se basa en la preparación de diversas recetas gastronómicas peruanas.

## Formato
Creado en 2012 y relanzado en 2018, sus primeras temporadas se realizaban preparación de recetas dentro de los estudios de TV Perú. Sus programas se basan en aprender a cocinar recetas saludables en un lenguaje más popular.
En agosto del 2019 cambió su formato, siendo similar al programa 20 lucas de Latina Televisión, pero con la diferencia que la compra de los productos necesarios para las recetas no de limitaba a 20 soles. Generalmente presentan a experimentados cocineros y chefs. Algunas veces los invitados salen con el conductor del programa a los mercados a comprar insumos, otras veces visitan sus restaurantes, entre otros.

## Conductores
- Israel Laura (2012-presente)[6]